# Arístides Calvani
Pour l’article homonyme, voir Arístides Calvani (paroisse civile).
Arístides Calvani, de son nom complet Arístides Calvani Silva, est un homme politique, diplomate, écrivain et académicien vénézuélien né à Port-d'Espagne à Trinité-et-Tobago le 19 janvier 1918 et mort dans un accident d'avion dans le département du Petén au nord du Guatemala le 18 janvier 1986. Deux fois député en 1948 puis de 1959 à 1964, il a été sénateur de 1979 à 1983 et ministre des Relations extérieures du Venezuela de 1969 à 1974.

## Sources
- (es) Cet article est partiellement ou en totalité issu de l’article de Wikipédia en espagnol intitulé « Arístides Calvani » (voir la liste des auteurs).